# Chiesa di Sant'Onofrio (Casalvecchio Siculo)
La chiesa di Sant'Onofrio Anacoreta è la chiesa madre di Casalvecchio Siculo. È stata riedificata nel XVII secolo su un preesistente edificio sacro risalente al XII secolo.

## Storia
La presenza, sul sito in questione, di una chiesa dedicata a Sant'Onofrio Anacoreta è documentata in Casalvecchio fin dal XII secolo, come si evince dalla lettura di un diploma rilasciato nel 1117) dal Re di Sicilia Ruggero II. Come risulta dagli antichi registri parrocchiali, questa chiesa è nominata "Chiesa Matrice" fin dal 1522. 

L'attuale edificio sacro, a navata unica,  risale ad un periodo compreso tra la fine del XVI secolo e l'inizio del successivo ed è posto trasversalmente rispetto al precedente. 
La chiesa subì gravi danni a causa del terremoto del 1908 che provocò il crollo di ampie porzioni della navata, mentre illese risultarono la facciata e l'abside; i lavori di ricostruzione del tempio e di recupero, quasi totale, delle opere contenute al suo interno, durarono fino al 1934, quando la chiesa venne riaperta al culto. Nel 1943 gli interni della chiesa vennero adornati con affreschi raffiguranti la vita di Sant'Onofrio ad opera del pittore Tore Edmondo Calabrò, coadiuvato dal suo giovane allievo, il casalvetino Giuseppe Lama (1924-1947).

## Esterno
La facciata è in stile barocco siciliano in pietra locale.

## Interno
Il pavimento originale barocco è formato da marmi di vario colore e provenienza e ospita al centro una lastra tombale del 1711.
Di notevole pregio è il soffitto in legno a cassettoni, con mensole a cariatidi. Nel corso del '600 e del '700, grazie al benessere cittadino proveniente dalla diffusa coltura del baco da seta e dalla locale estrazione ed esportazione della seta, il tempio venne arricchito da opere di indubbio pregio artistico.

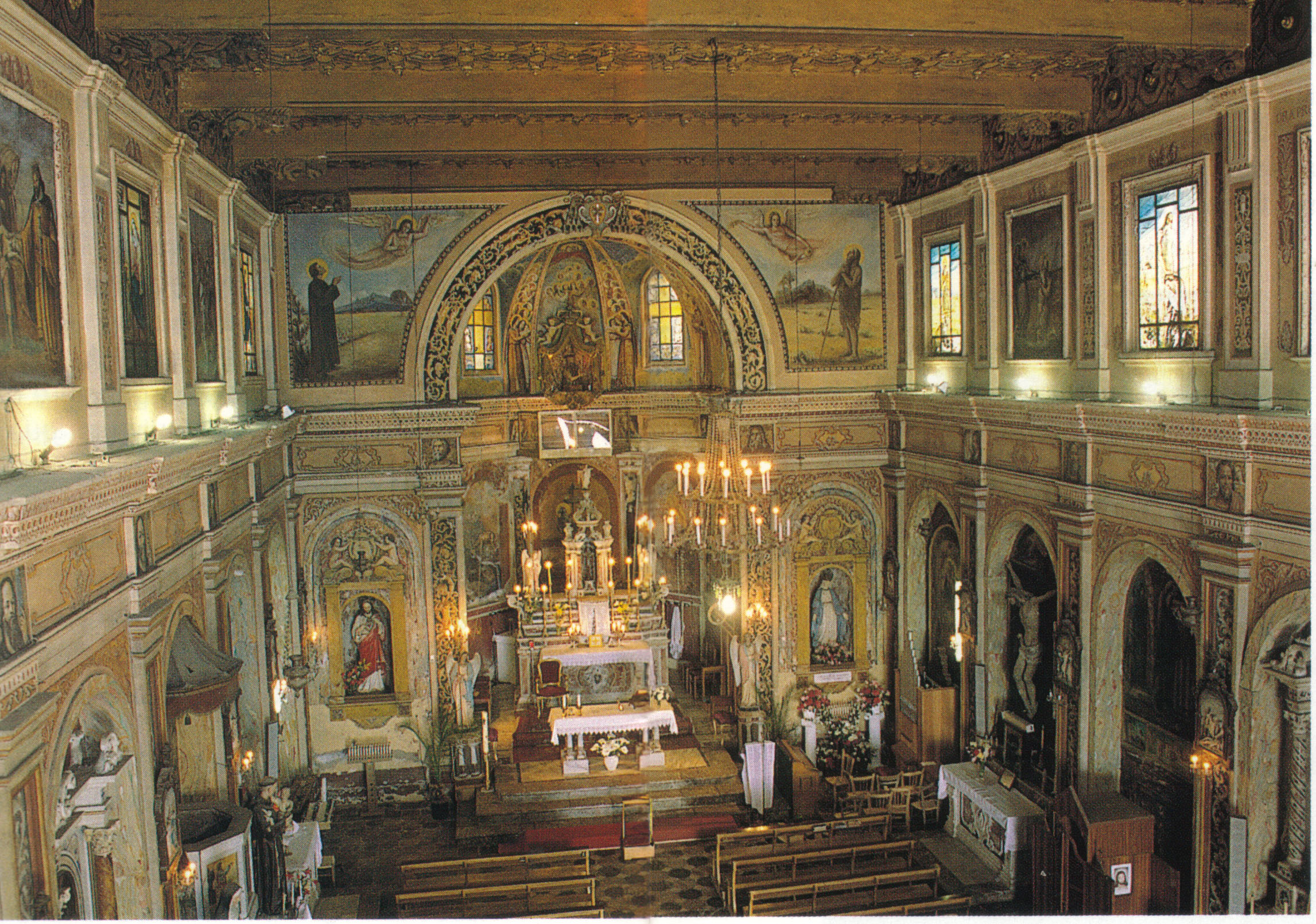
Interno della chiesa di sant'Onofrio

Il settecentesco altare maggiore, posto nell'abside, presenta sulla sommità un elegante trono sul quale si ammira un mezzobusto ligneo cinquecentesco raffigurante Sant'Onofrio la cui corona regale viene sorretta da due graziosi angeli.
Alle pareti laterali sono collocati gli altari:
- di San Sebastiano, del XVIII secolo, con medaglione del Santo e impiallacciature di marmo rosso e nero;
- di San Michele Arcangelo, del XVII secolo, con pregevole paliotto in marmo intarsiato ed un quadro settecentesco riproducente la Madonna, San Michele e San Francesco di Paola;
- del Crocefisso, del XVII secolo, ornato da una coeva scultura lignea, particolarmente soave nell'espressione del volto, e con ai piedi una piccola tela della Madonna Addolorata del XVI secolo.
- della Madonna del Carmelo, del 1770, con impiallacciature in marmo giallo, nero e rosso, che reca un quadro dello stesso periodo raffigurante la Santa Vergine del Carmelo che consegna lo scapolare a San Simone Stock;
- della Santa Famiglia, con paliotto settecentesco in marmo e un quadro della stessa epoca raffigurante San Giuseppe con Gesù Bambino in braccio e la Madonna con un libro in mano;
- dell'Epifania, realizzato, nel 1775, con intarsi di marmo giallo, nero e rosso. Sovrastato da un quadro del 1622 opera di Gaspare Camarda, raffigurante la Madonna che ostende Gesù Bambino benedicente, sullo sfondo ambienti architettonici e personaggi.

La chiesa conserva una pregevole statua di Sant'Onofrio, tutta in argento, ad altezza d'uomo. Fu realizzata nel 1745 dall'orafo messinese Giuseppe Aricò a spese e per volere del popolo casalvetino come ringraziamento per essere stato risparmiato dall'epidemia di peste che nel 1743 si era propagata nella provincia messinese provocando circa 40.000 vittime.